# یگان ۶
یک مجموعه تلویزیونی آمریکایی است که به سفارش شبکه تلویزیونی هیستوری ساخته شده است.

## داستان
این سریال زندگی روزانه جنگجویان یگان ویژه نیروی دریایی ایالات متحده آمریکا روایت می‌کند.